# Vidar Benjaminsen

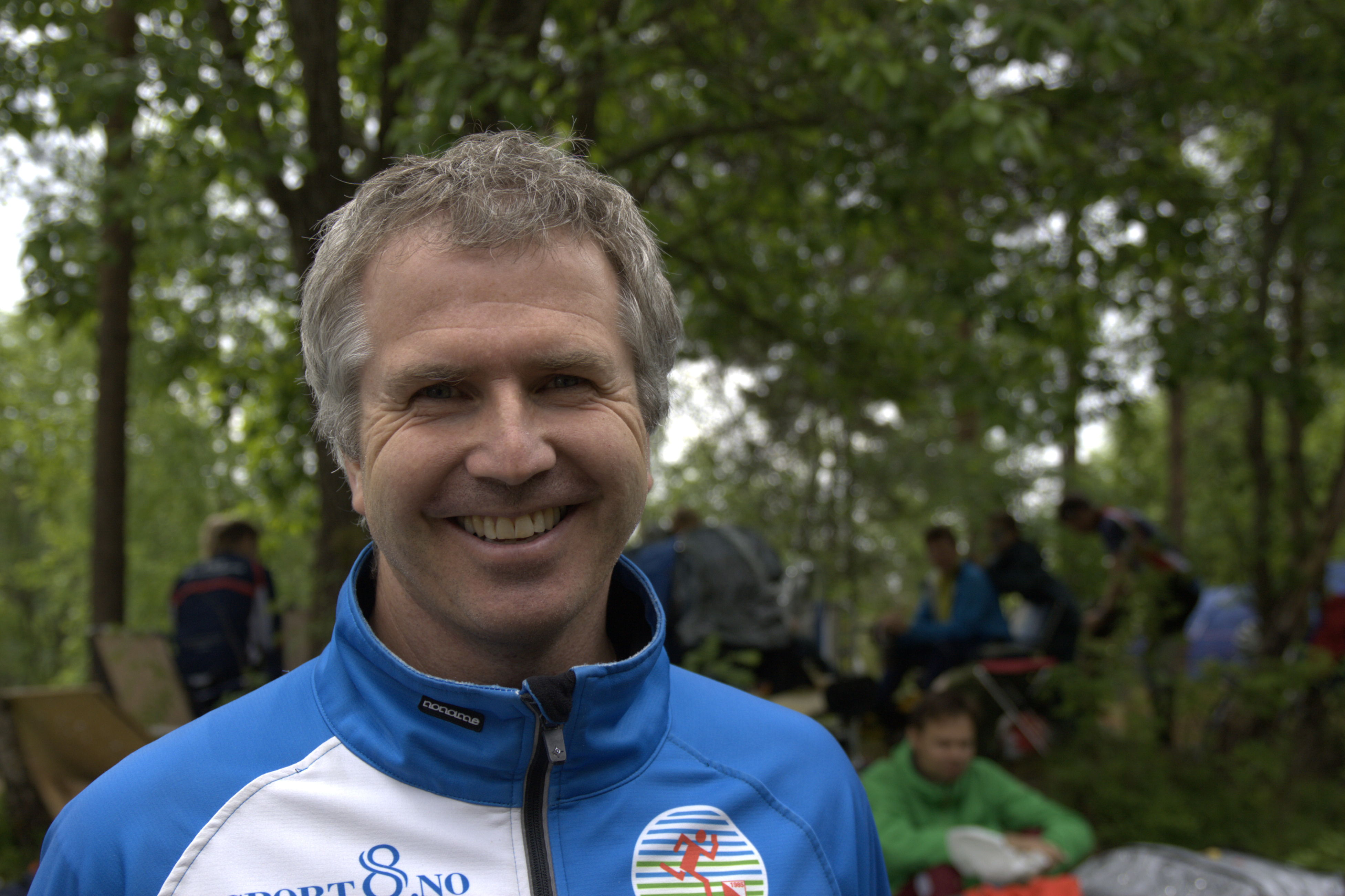
Vidar Benjaminsen, 2012

Vidar Benjaminsen (* 18. August 1962) ist ein ehemaliger norwegischer Ski-Orientierungsläufer.
Benjaminsen gewann zwischen 1984 und 1996 15 Medaillen bei Ski-Orientierungslauf-Weltmeisterschaften, darunter viermal Gold. Seine erste Goldmedaille gewann er 1986 in Batak mit Sigurd Dæhli, Lars Lystad und Audun Knutsen in der Staffel. 1988 wurde er hinter Hannu Koponen aus Finnland Vizeweltmeister auf der neu eingeführten Kurzdistanz, 1990 blieb er auf dieser Strecke hinter dessen Landsmann Anssi Juutilainen zurück. Auf der langen Distanz gewann er hinter den Schweden Anders Björkman und Stig Mattsson die Bronzemedaille. 1992 in Frankreich gewann er sowohl die Kurz- als auch die Langdistanz vor dem Finnen Vesa Mäkipää. 1994 im Nonstal wurde er hinter den zeitgleichen Siegern Nicolò Corradini aus Italien und Iwan Kusmin aus Russland Dritter auf der kurzen Strecke. Mit Kjetil Ulven, Lars Lystad und Harald Svergia gewann Benjaminsen in der Staffel seine vierte Goldmedaille. Bei seinen letzten Welttitelkämpfen 1996 in Lillehammer wurde er hinter dem Schweden Björn Lans bzw. Nicolò Corradini in beiden Einzelwettbewerben noch einmal Vizeweltmeister und gewann mit der Staffel die Bronzemedaille.
Bei Nordischen Meisterschaften gewann Vidar Benjaminsen zwischen 1988 und 1995 vier Goldmedaillen in Einzelwettbewerben und drei weitere Titel mit der norwegischen Staffel. Er war 1989 der erste Sieger des Gesamtweltcups der Herren und gewann 1995 den Weltcup ein weiteres Mal.
Er ist mit der finnischen Ski-Orientierungsläuferin Anne Benjaminsen (geborene Veijalainen) verheiratet.

## Platzierungen
Weltmeisterschaften: (4 × Gold, 4 × Silber, 7 × Bronze)
- 1984: 5. Platz Einzel, 3. Platz Staffel
- 1986: 6. Platz Einzel, 1. Platz Staffel
- 1988: 2. Platz Kurz, 23. Platz Lang, 3. Platz Staffel
- 1990: 2. Platz Kurz, 3. Platz Lang, 3. Platz Staffel
- 1992: 1. Platz Kurz, 1. Platz Lang, 3. Platz Staffel
- 1994: 3. Platz Kurz, 7. Platz Lang, 1. Platz Staffel
- 1996: 2. Platz Kurz, 2. Platz Lang, 3. Platz Staffel

Gesamt-Weltcup:
- 1989: 1. Platz
- 1991: 3. Platz
- 1993: 1. Platz
- 1995: 3. Platz